# 布施公保
布施 公保（ふせ きみやす）は、戦国時代から安土桃山時代にかけての武将。通称は藤九郎、のち忠兵衛。六角氏、蒲生氏、織田氏の家臣。

## 略歴
六角氏の重臣で近江国大森城主・布施公雄の子として生まれる。父とともに六角義治に仕えていたが、永禄11年（1568年）に織田信長が侵攻すると（観音寺城の戦い）、その家臣となった。
元亀元年（1570年）5月19日、浅井長政が市原の一揆勢を扇動して信長の帰陣を妨害した際には蒲生賢秀・菅秀政と尽力し、信長を千種越えから落ち延びさせた。
天正6年（1578年）8月15日、信長が安土で相撲大会を開いた際には奉行を務めた。このとき配下の山田与兵衛が3人抜きをして信長より100石と私宅を与えられている。
織田家中では、はじめ賢秀に仕えていたが、武勇に優れ漢学の素養があったことから天正8年（1580年）に信長の馬廻に採用された。
天正10年（1582年）6月2日に本能寺の変が起きると公保は明智光秀に加担し、多賀貞能とともに光秀の使者として賢秀を勧誘するが断られたという（『勢州軍記』）。その後、山崎の戦いで光秀が敗北すると公保は浪人となったとされるが（『当代記』）、異説として信長と運命を共にしたとも伝えられている。
また、公保の子の友次は最上氏の家臣になったという。